# سیر علیا
سیر علیا یکی از روستاهای استان آذربایجان شرقی است که در دهستان سهندآباد بخش تیکمه‌داش شهرستان بستان‌آباد واقع شده‌است.این روستا ۱۹۶ نفر جمعیت دارد.
روستای سیر علیا روستایی پرآب است و طبیعت سرسبزی دارد، این روستا دارای نزدیک به شصت هکتار باغ سیب است. روستای سیر علیا یکی از تولیدکنندگان گردو در شهرستان است.